# شهرستان آملیا (ویرجینیا)
شهرستان آملیا، ویرجینیا (به انگلیسی: Amelia County, Virginia) یک سکونتگاه مسکونی در ایالات متحده آمریکا است که در ویرجینیا واقع شده‌است.

## خصوصیات
شهرستان آملیا ۹۲۹٫۸۱ کیلومترمربع مساحت دارد.